# Saint-Émilion (vino)
Saint-Émilion designa una Appellation d'Origine Contrôlée (AOC), in vigore nella regione di Saint-Émilion, facente parte dei vini di Bordeaux.

## Geografia
Situata nel Liburnese, un'importante regione vitivinicola francese, la giurisdizione di Saint-Émilion è iscritta al Patrimonio dell'umanità dell'UNESCO.
I suoi 5 400 ettari rappresentano il 67,5 % della superficie totale dei comuni produttori (Saint-Émilion, Saint-Christophe-des-Bardes, Saint-Hippolyte, Saint-Étienne-de-Lisse, Saint-Laurent-des-Combes, Saint-Pey-d’Armens, Saint-Sulpice-de-Faleyrens, Vignonet, e una parte del comune di Libourne) e il 6% dell'insieme del vitigno di Bordeaux.

## Caratteristiche
I vini di Saint-Émilion sono dei vini di assemblaggio di differenti vitigni, i tre principali sono il merlot (60 % della composizione), il cabernet franc (circa 30 %) e il cabernet-sauvignon (circa 10 %).

## Primi grandi crus classificati A

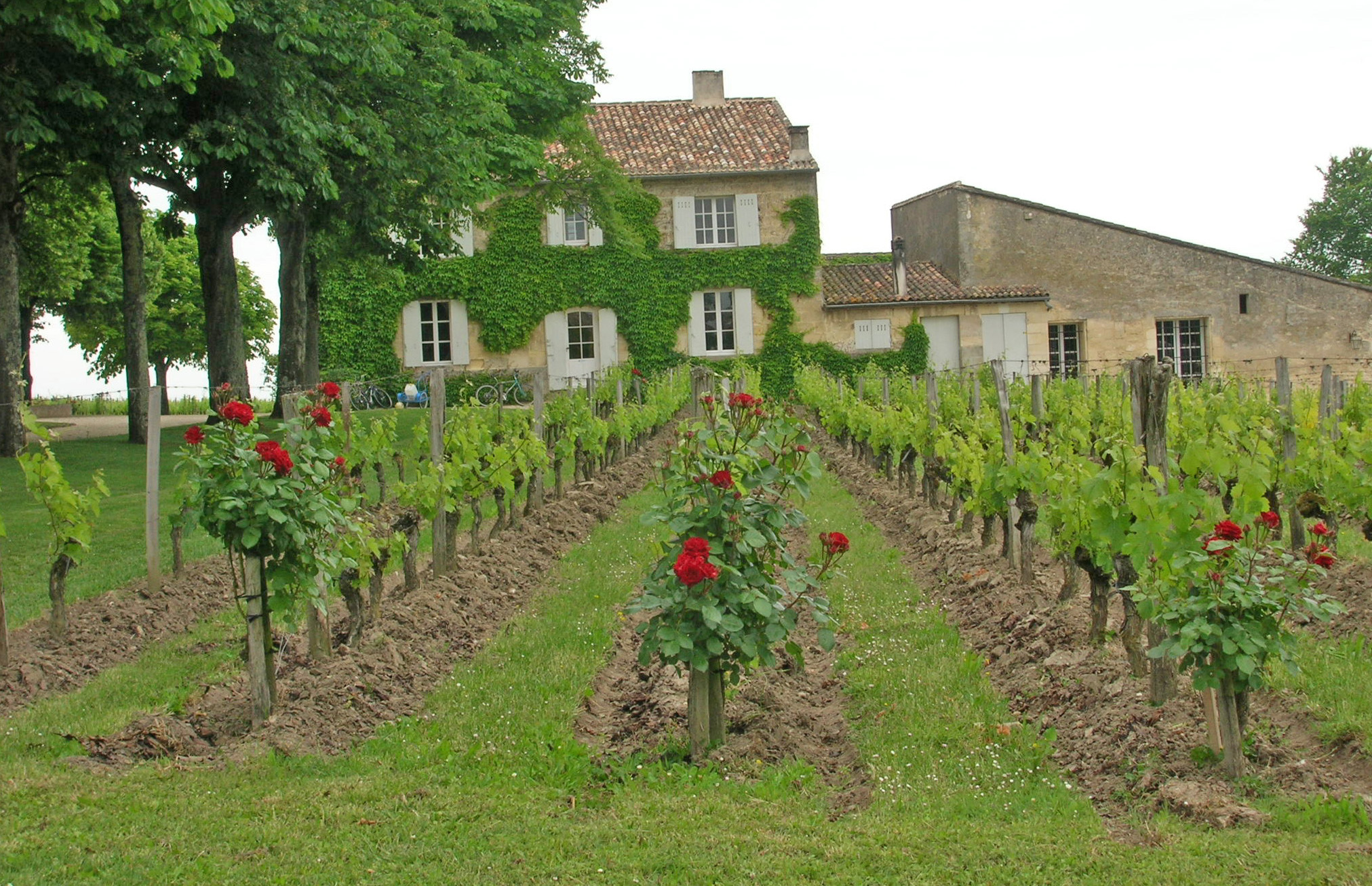
Vigna di Clos Fourtet con rose piantate a inizio filare

- Château Ausone
- Château Cheval Blanc
- Château Angélus
- Château Pavie

## Primi grandi crus classificati B
- Château Beau-Séjour Bécot
- Château Beauséjour (Duffau-Lagarrosse)
- Château Belair-Monange (ex Château Belair)
- Château Canon
- Château Figeac
- Château La Gaffelière
- Château Magdelaine
- Château Pavie-Macquin
- Château Troplong-Mondot
- Château Trottevieille
- Clos Fourtet

## Appellazioni satelliti
- Montagne-Saint-Émilion
- Vignoble de Saint-Georges-Saint-Émilion
- Vignoble de Lussac-Saint-Émilion
- Vignoble de Puisseguin-Saint-Émilion